# Giovan Battista Discepoli

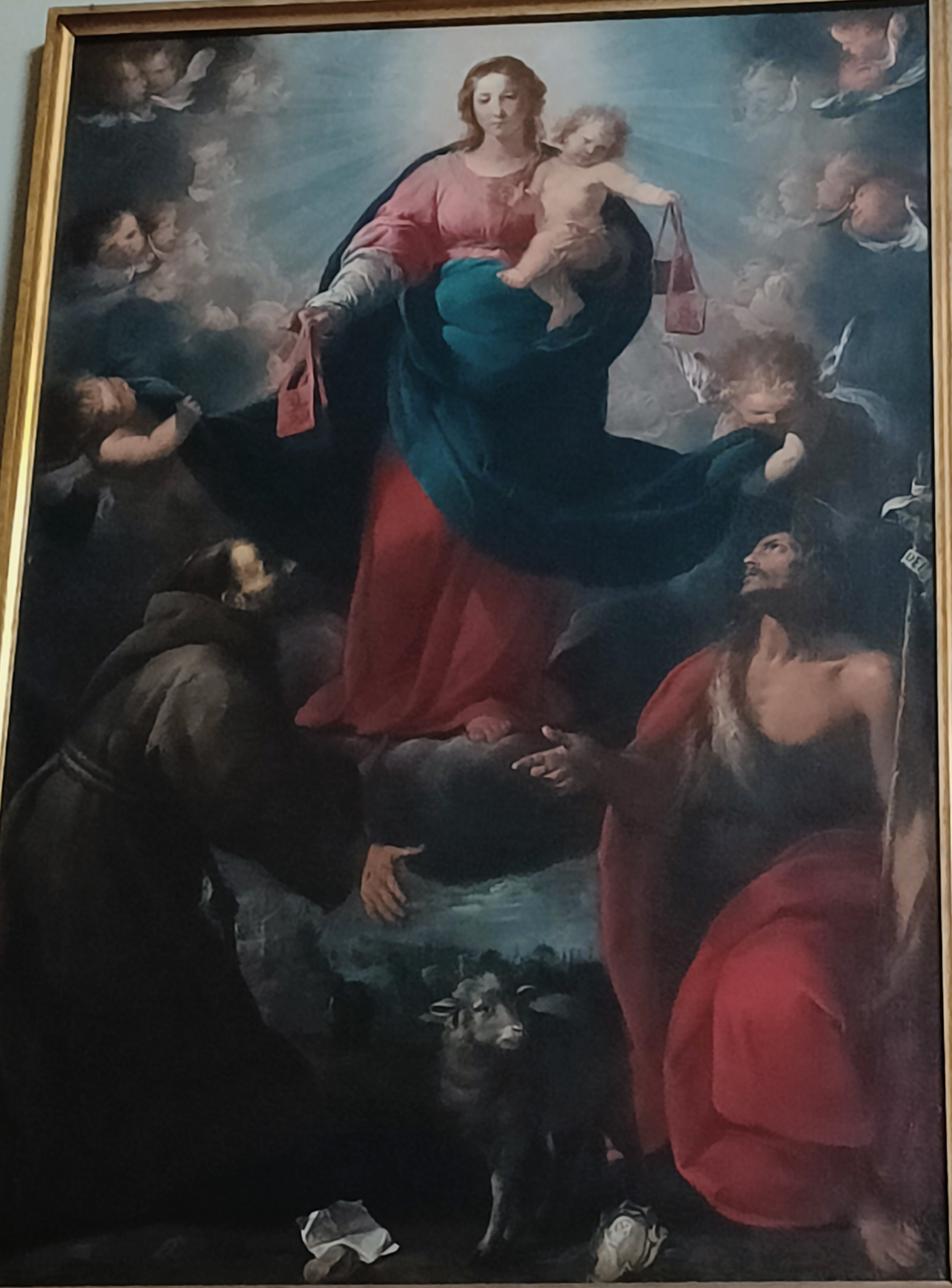
Madonna del Carmine, Luino - Chiesa dei Santi Pietro e Paolo

Giovanni Battista Discepoli detto lo Zoppo di Lugano (Lugano, 1590 circa – Milano, 1654 circa) è stato un pittore svizzero-italiano.

## Opere principali
- Annunciazione, Lugano, Chiesa di Sant'Antonio
- Anime del purgatorio, Caprino Bergamasco, 1640, chiesa parrocchiale
- Anime del purgatorio, Milano, dopo il 1640, chiesa di San Carlo dei Carmelitani, (oggi perduto)
- Tentazioni di sant'Antonio abate, Mirazzano, chiesa dei Santi Cosma e Damiano
- San Francesco d'Assisi che riceve il Bambino dalla Madonna, Milano, 1646, chiesa di San Vittore al Corpo
- Concerto mistico a San Francesco d'Assisi, Milano, 1646, chiesa di San Vittore al Corpo), ripreso quasi alla lettera dal Concerto angelico a San Francesco d'Assisi di Domenico Fiasella nel Santuario di Nostra Signora del Monte  a Genova
- Stigmate di San Francesco d'Assisi, Milano, 1646, chiesa di San Vittore al Corpo, richiamante lo stile di Francesco Cairo[2]
- Madonna del Carmelo e i santi Giovanni Battista e Francesco d'Assisi, 1647, Luino, chiesa cimiteriale di San Pietro
- Sibilla, Milano, Pinacoteca civica al Castello Sforzesco
- Madonna col Bambino che suona il campanello e Sant'Antonio abate, Milano, (collezione Mazenta)
- San Gerolamo, Milano, olio su tavola, (collezione privata)
- Comunione di San Luigi Gonzaga, 1649, (Corbetta, Santuario arcivescovile della Beata Vergine dei Miracoli)
- Commiato di San Giovanni Battista, 1649, Corbetta, Santuario arcivescovile della Beata Vergine dei Miracoli
- Miracolo della Madonna della neve (Abbiategrasso, 1650-51, chiesa di San Pietro, (pagamento di 186 lire)
- San Gottardo d'Hildesheim (Corbetta, 1650, Santuario arcivescovile della Beata Vergine dei Miracoli
- Madonna del Rosario e santi, 1651, Como, Basilica di San Giorgio (Borgovico), chiesa parrocchiale, ivi trasferita all'inizio del secolo XIX dalla chiesa di Santa Teresa, dei carmelitani di Como, derivata dalla Visione di Santa Teresa d'Avila oggi in deposito presso la Certosa di Pavia, e pure da Giovanni Battista Carlone che, intorno al 1630, aveva dipinto nella chiesa di Sant'Antonio a Milano
- Adorazione dei Magi, Milano, (Pinacoteca civica), proveniente in origine dalla demolita chiesa di San Marcellino
- Natività, Milano, (collezione privata)
- Adorazione dei Magi, Milano, (collezione privata)
- Riposo durante la fuga in Egitto, Milano, (collezione privata)
- Cinque disegni a sanguigna, di cui uno pubblicato (Bona Castellotti, 1984), raffiguranti Nudi accademici e una Madonna col Bambino
- Ecce Homo Milano, olio su tela, cm 75.5 x 59, collezione privata)
- Ante dell'organo, Milano, chiesa di Sant'Anna, (opera perduta)
- Sacra Famiglia con San Giovanni e un angelo, Milano, (opera perduta)
- Il Riposo durante la Fuga in Egitto, 1620-1660 ca., Olio su tela.[3]